# Povijest Ukrajine-Rusi (knjiga)
«Povijest Ukrajine-Rusi» (ukr. Історія України-Руси) je velika povijesna zbirka stručnih autorskih radova ukrajinskog povjesničara Mihajla Gruševskog, izdana u 10 nastavaka na ukrajinskom jeziku i pisana krajem 19. i početkom 20. stoljeća. Sadržaj tumači povijest Ukrajine od antičkog razdoblja preko staroslavenskih plemena, formiranja Kijevske Rusi, gubitka autonomije i autoriteta, pa do formiranja ukrajinske Zaporoške Republike sredinom 17. stoljeća. Zajedno s književnim djelom «Kobzar», autora Tarasa Ševčenka, djelo «Povijest Ukrajine-Rusi» predstavlja jedan od temelja ukrajinske nacionalne ideje modernog doba. Zbirka djela je prevedena na nekoliko svjetskih jezika.
Kroz svoje značajno djelo «Povijest Ukrajine-Rusi», Gruševski objašnjava ključnu ulogu ukrajinskog naroda u formiranju istočnoslavenske kulture te pojašnjava da je raspadu Kijevske Rusi prethodila unutarnja politička nesloga koja je imala veći utjecaj nego politika koja je dolazila od neprijatelja iz vana. S obzirom na to da je autor knjige pripadao krugu antinormanista, u djelu je prepoznata slavenistička interpretacija povijesti koja između ostalog pojašnjava da su srednjovjekovni pojmovi vezani za termin Rus' izvorno slavenskog porijekla, vezani između ostalog i za skitsku kulturu, a ne normanskog kako se to na prvi pogled čini radi sporadičnog normanskog utjecaja prilikom vinkinških osvajačkih pohoda.

## Vanjske poveznice
- Povijest Ukrajine-Rusi na internetu (ukr.)
- Povijest ukrajinske literature (ukr.)